# ピータッチ

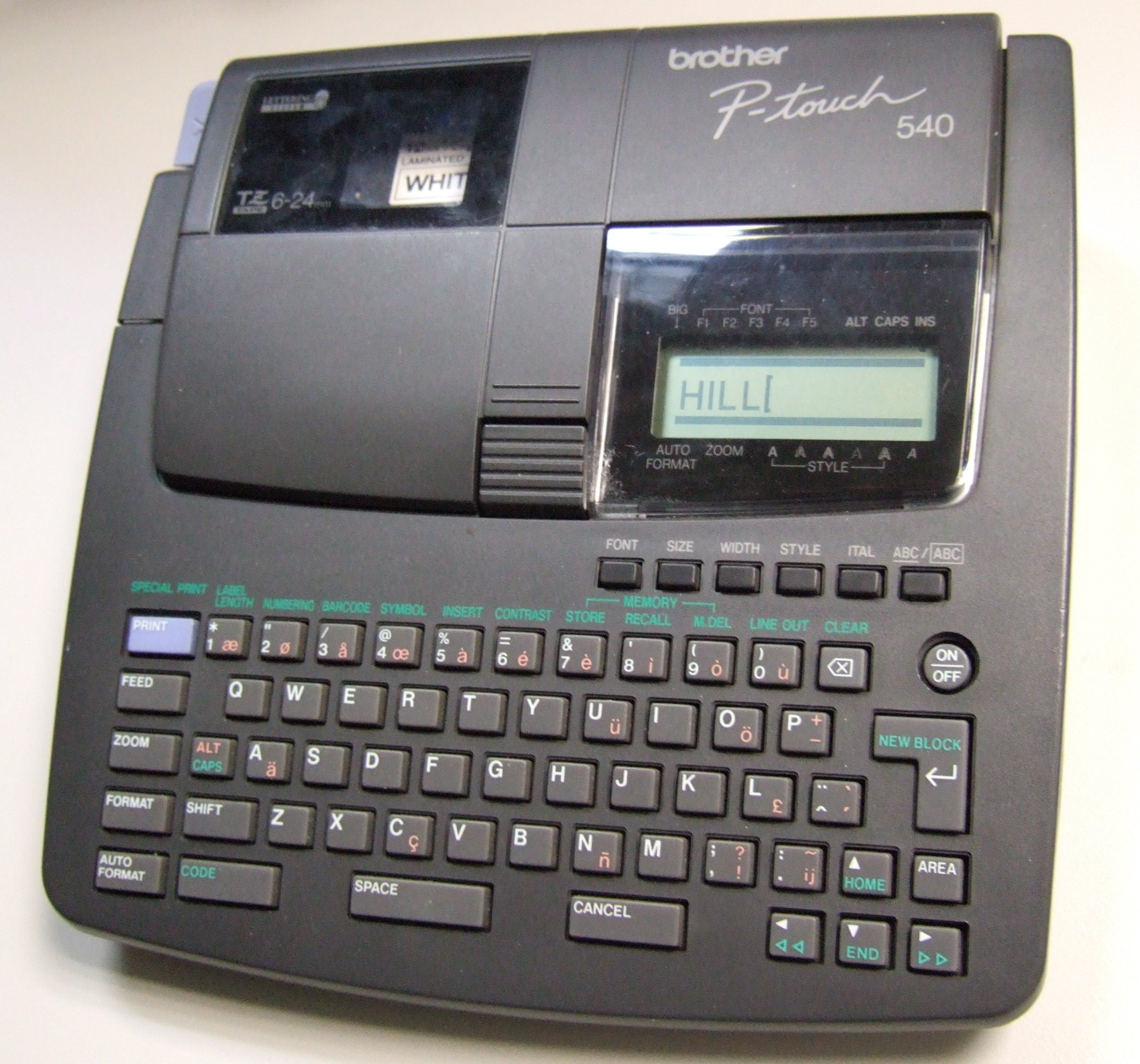
brother P-Touch 540

ピータッチ (P-touch) は、ブラザー工業株式会社が製造・販売するラベルプリンター。商品名の「ピータッチ」とはプリント&アタッチの略称である。

## 概要
1986年に当時ブラザー工業社員であった酒井隆司と結城英治を中心に小型ラベリングシステムの開発に着手、その2年後の1988年にラミネート方式が完成した
しかし、自社での製品化は見送られ、当時同様の商品企画を持っていたキングジムにOEM供給することが決まり1988年11月キングジムから世界初の漢字ラベルライター「テプラ」として発売された
それに対しブラザー工業は翌12月から海外市場向けにピータッチの発売を開始。国内でピータッチの販売を開始したのは1995年のことである。
このため、国内市場ではキングジムのテプラの知名度が高く後塵を拝すものの、世界市場ではトップシェアを誇る。2007年1月末時点での世界累計販売台数は2,000万台以上。

## 製品

### 家庭向けモデル
携帯電話に似たキーボード配列を持つほか、ディズニーキャラクターやスヌーピー、ハローキティなどの印刷ができるキャラクターモデルがある。
- ピータッチ250BY
- ピータッチ250BG
- ピータッチ190（キャラクターモデル）
- ピータッチ190
- PT-J100キャラクターモデル
- PT-J100W
- PT-J100P
- PT-D210
- ピータッチキューブ（PT-P300BTのみスマホ接続専用）

### ビジネス向けモデル
ベーシックなビジネス向けモデル。
- ピータッチ24
- ピータッチ18R
- ピータッチ18N
- ピータッチ12
- PT-18N
- PT-18R
- PT-D600

### PC接続専用モデル
パソコン接続専用のラベルプリンターで古くからMacintoshに対応。2009年2月には本体メモリにドライバと編集ソフトを内蔵した「ピータッチ2430PC」が発売された。
- ピータッチQL-1050
- ピータッチQL-580N
- ピータッチQL-650TD
- ピータッチQL-550
- ピータッチ9500pc
- ピータッチ2430PC
- ピータッチPT-P750W
- ピータッチPT-P700
- PT-P900W（オフィス・医療業界モデル）
- PT-P950NW（製造・物流業界モデル）